# CNNA HL-1
Die CNNA HL-1 ist ein Mehrzweckflugzeug des brasilianischen Herstellers Companhia Nacional de Navegação Aérea.

## Geschichte und Konstruktion
Die CNNA HL-1 (manchmal als Muniz M-11 bezeichnet) war ein leichtes Mehrzweckflugzeug das 1940 in Brasilien vom Luftwaffenoffizier Antonio Guedes Muniz für die brasilianischen Fliegerclubs entwickelt wurde. Die Finanzierung erfolgte durch die Regierung (Campanha Nacional de Aviação), da man auf diesem Wege bereits Piloten für den Militärdienst heranziehen wollte. Die Maschine war als abgestrebter Schulterdecker mit nicht einziehbarem Spornradfahrwerk ausgelegt. Der Rumpf bestand aus einer Stahlrohr-Holzkonstruktion und war, wie auch die Tragflächen, mit Stoff bespannt. In der Kabine, welche durch eine seitliche Türe betreten werden konnte, fanden der Pilot und ein Passagier hintereinander Platz. Angetrieben wurde die Maschine von einem Continental-A65-Vierzylinder-Boxermotor mit 48 kW. Der Prototyp startete erstmals am 18. Juni 1940 zu seinem Erstflug. Nach verschiedenen Verbesserungen ging das Flugzeug dann als HL-1B in Serie. Mehrere Maschinen wurden auch in Nachbarländer verkauft.

## Varianten
- HL-1A – Bezeichnung des einzigen Prototypen
- HL-1B – Bezeichnung der Serienversion – 122 gebaut
- HL-5 – Bezeichnung eines einzelnen mit Schwimmern versehenen Flugzeugs

## Technische Daten
| Kenngröße             | Daten (HL-1B)                                         |
| --------------------- | ----------------------------------------------------- |
| Besatzung             | 1                                                     |
| Passagiere            | 1                                                     |
| Länge                 | 6,70 m                                                |
| Spannweite            | 10,70 m                                               |
| Höhe                  | 2,70 m                                                |
| Flügelfläche          | 20,10 m²                                              |
| Leermasse             | 340 kg                                                |
| max. Startmasse       | 580 kg                                                |
| Reisegeschwindigkeit  | 125 km/h                                              |
| Höchstgeschwindigkeit | 150 km/h                                              |
| Dienstgipfelhöhe      | 4000 m                                                |
| Reichweite            | 350 km                                                |
| Triebwerke            | 1 × Continental-A65-Vierzylinder-Boxermotor mit 48 kW |